# Silly Symphony
Silly Symphony es una serie estadounidense de 75 cortometrajes musicales producidos por Walt Disney Productions entre 1929 y 1939. Como el nombre de la serie indica, fueron concebidas originalmente como caprichosos acompañamientos de piezas musicales. Como tal, las películas no solían presentar personajes continuados, a diferencia de los cortos de Mickey Mouse producidos por Disney en la misma época (las excepciones incluyen Los tres cerditos, The Tortoise and the Hare y Three Orphan Kittens, que tuvieron secuelas). La serie destaca por su innovación con el Technicolor y la cámara cinematográfica multiplano, así como por la introducción del personaje del Pato Donald, que hizo su primera aparición en el dibujo animado The Wise Little Hen en 1934.
Los nombres de las series de animación de los estudios rivales Warner Bros., Looney Tunes y Merrie Melodies, se inspiran directamente en el concepto de Disney. Muchos de los cortos fueron adaptados a medios impresos. A partir de 1932, King Features Syndicate distribuyó una tira cómica para periódicos titulada Silly Symphony, así como una serie de cómics de Dell y numerosos libros infantiles. Las Silly Symphonies volvieron a los cines con sus reediciones y reestrenos, y empataron con Tom y Jerry de Joseph Barbera y William Hanna, el récord de victorias en los Oscar para una serie de dibujos animados en la categoría de Mejor Cortometraje de Animación.

## Historia

### Antecedentes

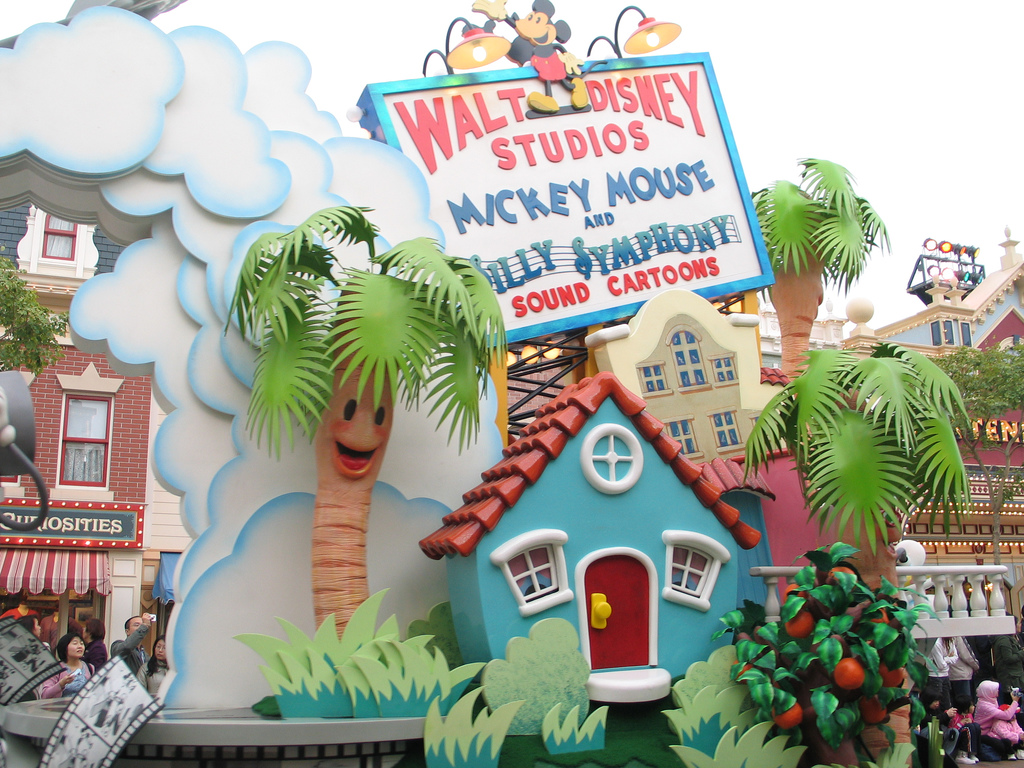
Carroza del desfile de Hong Kong Disneyland en homenaje a las Silly Symphonies.

Silly Symphonies suelen atribuirse al compositor Carl W. Stalling, contratado por los estudios Disney para producir las bandas sonoras de dos de las primeras películas de Mickey Mouse, Plane Crazy y The Gallopin' Gaucho. Stalling era un conocido de Walt Disney cuando trabajaba en la Kansas City Film Ad Company de Kansas City a principios de los años veinte. Las primeras referencias a esta nueva serie de animación aparecen en dos cartas escritas por Walt a su hermano Roy y a Ub Iwerks. La primera carta, fechada el 20 de septiembre de 1928, hablaba de un «nuevo musical» de animación. La segunda, tres días más tarde, detallaba un poco más la idea y daba el escenario básico para una nueva película, un esqueleto bailando en un cementerio, que se convertiría en The Skeleton Dance (1929). Sugiere una farsa macabra asociada a la Marcha de los Trolls (Op. 54-3, 1893) de Edvard Grieg.
La idea de la película se transformó rápidamente en una serie con el espíritu de Walt Disney, una serie que liberaba al público de la necesidad de un héroe recurrente. Las Silly Symphonies se lanzaron menos de un año después de Mickey Mouse y menos de dos años después de la serie Oswald el conejo afortunado. Para conseguirlo, Walt Disney firmó un contrato de distribución con Columbia Pictures, en lugar de con Pat Power, distribuidor de Mickey Mouse. No obstante, las seis primeras Silly Symphonies se grabaron con el proceso Cinephone de Pat Powers.
The Skeleton Dance se preestrenó en el Carthay Circle Theater en junio de 1929 en Los Ángeles como acto inaugural de 4 Devils de Friedrich Wilhelm Murnau. Tras este exitoso ensayo, Columbia Pictures aceptó producir la serie Silly Symphonies. Sin duda, esta serie amplió las posibilidades de la animación, pero los directores de cine se mostraron cautelosos y prefirieron el dinero obtenido con Mickey Mouse. Por eso, las primeras Silly Symphonies llevaban la inscripción Mickey Mouse presents a Walt Disney Silly Symphony.

### 1929 a 1931: una serie innovadora y de gran calidad
La principal característica de la serie es la calidad de su animación, música y guion. Russell Merritt y J.B. Kaufman, especialistas en el mundo de Walt Disney y autores de varias obras de referencia, comparan las Silly Symphonies con la colección de «alta costura» de los estudios Disney. En cierto modo, éste es el hilo conductor de la serie. La crítica parece unánime sobre la calidad de las Silly Symphonies, como atestigua la reseña de la serie en La Revue du cinéma: «Como la danza, la música y la poesía, las Silly Symphonies no se pueden contar. No son más que ritmos, un florecimiento de prodigios, todo un mundo maravilloso que no vive más que de gestos y saltos alegres...».

#### Música
Al igual que la serie Mickey Mouse, las Silly Symphonies utilizan el principio de la banda sonora sincronizada, iniciado con el primer Mickey Mouse: Steamboat Willie (1928). Según Alain Duchêne, «Walt, al sincronizar la música y los movimientos sonoros con la imagen y la acción [...] en este cortometraje (estrenado en noviembre de 1928), realizaba una inversión a más largo plazo». La partitura musical incluye índices asociados a secuencias clave de animación, un principio cuya invención se atribuye a Wilfred Jackson. Sin este sistema de sincronización, los cortos animados de Disney no tendrían su estilo musical característico. Walt Disney había firmado un contrato con Pat Powers para utilizar su sistema Cinephone.
Debido a esta capacidad musical, muchos de los cortometrajes de esta serie se basan en danzas. Al principio la música se yuxtapone simplemente (The Skeleton Dance), pero poco a poco los extractos sonoros se suceden y se utiliza música original para hacer transiciones o animar secuencias a las que no corresponden las composiciones anteriores. La serie utiliza una antología de temas musicales más o menos conocidos. En Nuit (1930), la Sonata Claro de Luna de Beethoven se combina con un vals de Strauss, música popular y ragtime de Paul Lincke.
En un momento en que la población sufría las desastrosas consecuencias de la crisis económica de 1929, estos espectáculos musicales propulsaron a Walt a la categoría de símbolo de la nación estadounidense. Este éxito incitó a otros estudios a imitar a las Silly Symphonies (véase este capítulo). Martial Robert va más lejos y compara esta «primera» utilización de la imagen y el sonido por las Silly Symphonies con la televisión, siendo para él la serie precursora del nuevo medio, la película Fantasía, convirtiéndose en un nuevo intento de aunar música e imagen.
A principios de los años treinta, Walt Disney descubrió otro sistema de sonido: el Fotófono, desarrollado por RCA a finales de los años veinte. Descubrió que este proceso producía un sonido de mejor calidad que el Cinephone. En 1931, comenzó a negociar con la RCA para utilizar el proceso, pero debido a sus contratos con Power, no fue hasta finales de 1932 cuando aplicó el sistema a sus películas. Parade of the Award Nominees (18 de noviembre de 1932) fue el primer cortometraje de Disney en utilizar el sistema RCA Photophone. Le siguieron Santa's Workshop (10 de diciembre de 1932), la primera Silly Symphony, y Building a Building (7 de enero de 1933), el primer Mickey Mouse que lo utilizó.
Poco después del estreno del cortometraje Los tres cerditos (mayo de 1933), Roy Oliver Disney fue contactado por Saul Bourne, entonces agente del compositor Irving Berlin, quien le ofreció gestionar los derechos asociados a la música de los dibujos animados. Berlin había compuesto muchas canciones y decidió crear su propia empresa de gestión de derechos, Irving Berlin Music, independiente de las grandes discográficas, empresa dirigida por Bourne. Así pues, la gestión de los derechos de las canciones de las Silly Symphonies se ha confiado a Bourne.

#### Una serie sin héroes
La serie es única en el sentido de que no tiene héroes recurrentes como Mickey Mouse, el Pato Donald o Goofy. Sin embargo, contiene una serie de personajes que aparecen varias veces, e incluso algunos que son famosos (véase Personajes famosos). Es posible buscar temas o personajes habituales, como insectos o enanos, que estén presentes en varias Silly Symphonies, ya sea al principio o en otras posteriores, pero no es algo deliberado, aparte de la sencillez de uso y, sobre todo, de animación. El resultado es un mundo más diverso y cercano a la fantasía.
A falta de un héroe, la serie era casi una versión más madura del Mickey Mouse de la época. Las Silly Symphonies, con sus evocaciones de las cuatro estaciones (Primavera, Verano, Otoño e Invierno en 1930) y la magia de los objetos que cobran vida por la noche (Midnight in a Toy Shop en 1930, The Clock Store en 1931), contrastan con las escenas «de granja» de The Barn Dance, The Barnyard Battle, The Barnyard Concert y The Plow Boy. Para Steven Watts, la serie de las cuatro estaciones ofrece un tratamiento impresionista del ciclo de la naturaleza, uno de los temas de las Silly Symphonies junto a la mitología, los cuentos de hadas y las comedias fantásticas. Trata de captar la atmósfera y el escenario de cada estación con un mínimo de efecto cómico.
La serie reduce las limitaciones de guion impuestas por las series con personajes recurrentes. El equipo de animación, acostumbrado a estas limitaciones, se toma esta libertad como un reto e intenta introducir historias y personajes aún más memorables en el espacio de un solo cortometraje. Maurice Bessy señala que «... la elección de temas para las películas de Mickey Mouse es más restringida que para las Silly Symphonies, donde nos encontramos en el reino de la fantasía».
Otro punto es la ausencia de lo que se ha convertido en una marca registrada de Disney, la «personalidad animada», todos los pequeños elementos que conforman los gestos y el carácter del personaje y lo hacen más humano. Dentro del estudio, esta dispensa ha tenido el efecto contrario, ya que los animadores imprimen un fuerte carácter a la mayoría de los personajes.

#### Un mundo de cuentos de hadas

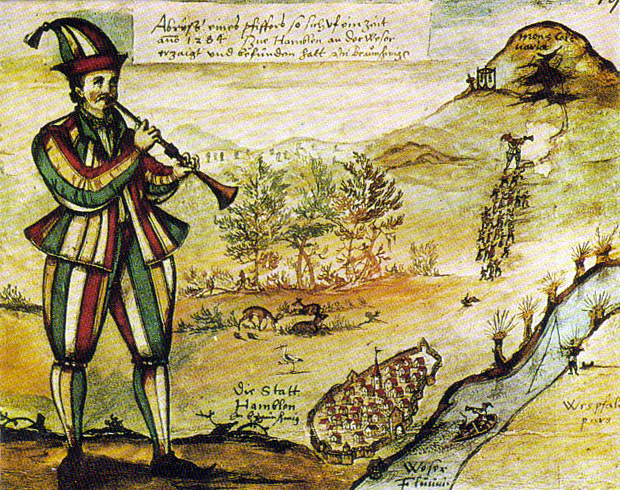
El flautista de Hamelin de Augustin von Moersperg (1592)

El año 1931 también estuvo marcado por una transición hacia el uso de cuentos de hadas, leyendas y otras historias en el guion, ya que el tema musical parecía estar identificado. La primera Silly Symphony que utilizó una leyenda fue Playful Pan (diciembre de 1930), basada en la mitología griega. Pero fue sobre todo con Mother Goose Melodies (1931) cuando esta transición se hizo evidente. Walt Disney ya había utilizado estos temas populares en Laugh-O-Gram y en varias Comedias de Alicia. Las innovaciones, primero sonoras y luego gráficas, permitieron adaptar los cuentos tradicionales con una atmósfera única.
Russel Merritt y J. B. Kaufman describen la serie como «la primera Fantasilandia de Walt Disney». Sin embargo, se podría argumentar que el mundo descrito no es más que una extensión del País de los Dibujos Animados de las Comedias de Alicia y de los mundos vislumbrados en las series de Oswald el conejo afortunado y Mickey Mouse. Los equipos Disney adaptaron los cuentos con distintos grados de libertad. The Ugly Duckling (1931) fue una adaptación muy libre, especialmente con el personaje del pato. Sin embargo, no perdió de vista la preocupación por la calidad de la serie, lo que a menudo incluía el tratamiento de los personajes, que fueron reelaborados y a menudo se desarrolló su carácter. Russel Merritt y J. B. Kaufman afirman que después de las primeras Silly Symphonies, que trataban de los miedos primarios de los niños —caerse, quemarse, ser comido, ser golpeado, ser congelado, etc.—, las posteriores a 1931 tratan de los miedos psicológicos de la infancia y de los elementos del crecimiento, lo que tradicionalmente hacen los cuentos de hadas. A veces se describe a Disney como el «maestro cuentacuentos» de los tiempos modernos, como podría haberlo sido Michael Eisner en 1992 en su dedicación al Parque Disneyland.
He aquí un resumen de los principales cuentos, canciones infantiles y fábulas adaptados a las Silly Symphonies:
- Hans Christian Andersen
  - El patito feo
  - La pastora y el deshollinador
- Los hermanos Jacob y Wilhelm Grimm
  - La hormiga y la cigarra (inspirada en Esopo)
  - La liebre y la tortuga (inspirada en Esopo)
  - La rata de ciudad y la rata de campo
  - Los dos gallos
- Charles Perrault
  - Cuentos de Mamá Ganso
  - Caperucita Roja
- mitología grecorromana
  - Rey Midas
  - Pan
  - Neptuno
  - El mito de Perséfone y Hades/Plutón
- Otras rimas infantiles
  - The Water Babies de Charles Kingsley
  - The Little Red Hen and the Grain of Wheat
  - Tres ratones ciegos de Thomas Ravenscroft
  - The Song of Hiawatha de Henry Wadsworth Longfellow
  - A Dutch Lullaby de Eugene Field
  - The Death and Burial of Cock Robin

### 1932-1937: nuevos retos
A partir de 1930, Disney tuvo que realizar una serie de cambios en su estudio. Tras la marcha de Ub Iwerks y Carl W. Stalling en enero de 1930, Disney rescindió su contrato con Pat Powers en favor de Columbia Pictures. Pero esta nueva asociación no estuvo exenta de problemas. Aunque Columbia pagaba un precio más alto que Power, los beneficios no parecían mejores para Disney. Es más, Columbia no dudó en ofrecer a los cines un dibujo animado de Krazy Kat en lugar de uno de Disney, debido a un retraso en la producción. En 1931, esto obligó a Disney a amenazar a Columbia con una demanda, que fue negociada fuera de los tribunales. El 27 de diciembre de 1930, Disney consiguió firmar un contrato con RKO Pictures-United Artists pero, debido al contrato con Columbia, para el que quedaban 11 películas por producir, la asociación con UA no comenzó hasta enero de 1932. Fue el aumento del coste de producción de los cortometrajes lo que obligó en parte a Disney a cambiar de distribuidor.
El estudio también puso en marcha varios proyectos que no dieron lugar a una Silly Symphony. En 1933, por ejemplo, el estudio intentó adaptar el cuento de hadas La Cenicienta como una Silly Symphony, pero el proyecto se canceló. Burton Gillett fue designado director del cortometraje y Frank Churchill, compositor. Un guion fechado en diciembre de 1933 presenta un simpático ratón blanco y pájaros cantores, así como varias ideas para gags. Por razones desconocidas, pero quizá relacionadas con el estreno en agosto de 1934 de Poor Cinderella con Betty Boop producida por Fleischer Studios, este cortometraje no llegó a producirse. Algunos de los gags desarrollados para este cortometraje se reutilizaron en el largometraje La Cenicienta (1950).
Un ejemplo de este cambio fue la aparición —discutiblemente comercial— del personaje de Papá Noel dos años seguidos en dos cortometrajes en 1932 y 1933, estrenados a principios de diciembre: Santa's Workshop y The Night Before Christmas. Disney volvió a hacerlo en 1935 con Broken Toys, un cortometraje sobre juguetes animados que eran reparados y entregados a los niños de un orfanato.

#### Color

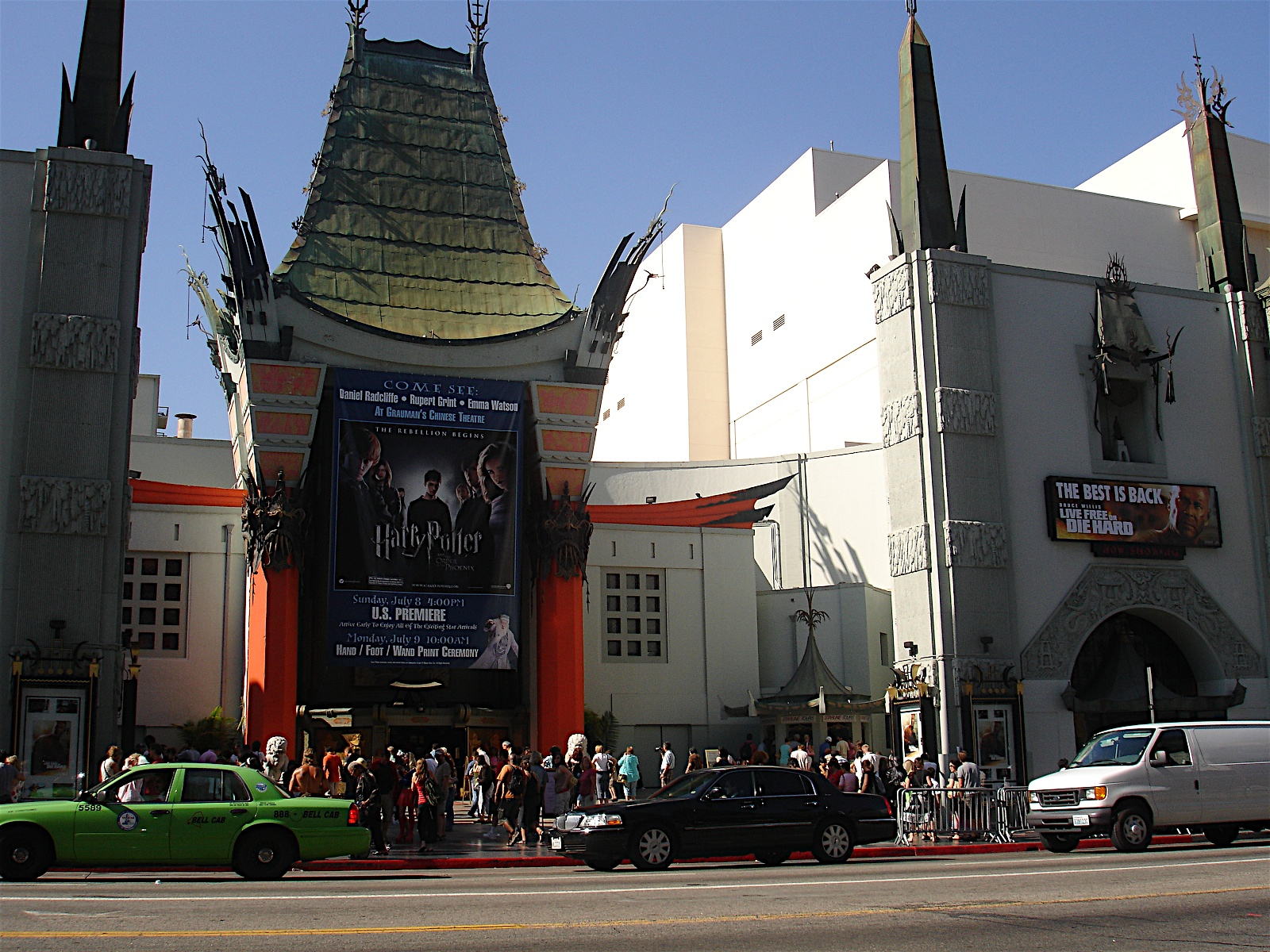
El Grauman's Chinese Theatre.

El año 1932 estuvo marcado por el uso del color. Disney había querido hacerlo ya en 1926, pero los procesos técnicos disponibles en la época eran demasiado caros e inadecuados para la animación, debido a la limitada gama de colores disponibles. El más conocido era un sistema Technicolor en dos cintas.
Sin embargo, Disney experimentó con celulosas tintadas (en 1930). Para la película Frolicking Fish (1930), los animadores utilizaron celulosa tintada de verde para realzar el aspecto submarino, mientras que para Nuit (1930) los celulosas se tiñeron de azul para conseguir un efecto nocturno. Sin embargo, según Russel Merritt & J.B. Kaufman, fue después de ver una escena de Frolicking Fish, realizada por Norman Ferguson y en la que se superponían elementos, cuando Walt Disney decidió formar a sus animadores en dibujo. Así pues, esta ingeniosa película para celulosas tintadas se encargaría de poner en marcha los cursos de animación organizados por el estudio, se podría decir que «en falta».
Con el mayor presupuesto proporcionado por el contrato con RKO, los equipos de Disney pudieron ir aún más lejos en términos de innovación y calidad. Sin embargo, estos elementos se multiplicaron por diez con la decisión de Walt Disney en 1934 de producir un largometraje, Snow White and the Seven Dwarfs, que se estrenó en 1937. Los resultados de la investigación para hacer una «obra maestra» de la adaptación del cuento son numerosos. A menudo se menciona la cámara multiplano. Fue con el proceso Technicolor (en tres bandas) cuando Disney empezó a producir cortometrajes a todo color.
El primer resultado fue Árboles y flores (1932). La animación en blanco y negro de esta película se terminó en abril de 1932, pero Disney decidió ponerla en color, lo que le llevó tres meses. La película se proyectó a partir del 15 de julio en el famoso Grauman's Chinese Theatre, donde fue recibida con entusiasmo por el público, respuesta que se confirmó en todas las salas en las que se proyectó posteriormente. A pesar de ello, United Artists se mostró reacia a continuar la asociación con Disney para las Silly Symphonies en color. Para un dibujo animado totalmente coloreado, el presupuesto de impresión con el proceso Technicolor superaba las expectativas de UA, que sólo realizaba 20 copias a título experimental. En diciembre de 1932, la dirección de UA autorizó la producción de otras seis Silly Symphonies en color. No fue hasta julio de 1933 cuando Disney consiguió firmar un contrato de tres años con RKO-UA, pero fue sobre todo gracias al contrato de exclusividad de cinco años, obtenido por Disney de Technicolor para el uso de su proceso.
Sin embargo, en noviembre de 1933, Ted Sears escribió en una carta a Isadore Klein: «Acabamos de terminar El flautista de Hamelín y hemos llegado a la conclusión de que nuestros mejores valores en la pantalla son unos simpáticos animalitos y no hemos llegado a comprender bien a los humanos.

#### Programa de aprendizaje
Los primeros años en United Artists también estuvieron marcados por la introducción de grupos de formadores/aprendices, así como equipos asignados a determinadas escenas bajo la responsabilidad de animadores experimentados. Ben Sharpsteen y David Hand estaban a cargo de estos equipos. Este sistema ya se había introducido en 1931.
El principio es muy sencillo: en lugar de asignarse a animadores experimentados, ciertas secuencias se asignan a un grupo de jóvenes animadores. En Árboles y flores, por ejemplo, los pájaros, margaritas, llamas y árboles variados son obra conjunta de Charles Hutchinson, Hardie Gramatky, Fred Moore, Bill Mason, Joe D'Igalo, Frank Tipper, Hamilton Luske, Frank Kelling y Ed Love, bajo la dirección de David Hand. La película Just Dogs (1932) cuenta con tres equipos, dos de los cuales son aprendices, y es una de las pocas películas de su género.
Al mismo tiempo, se organizaban sesiones con modelos para mejorar el parecido con la naturaleza. Para Three Orphan Kittens (1935), se requisaron gatos locales, mientras que para Peculiar Penguins (1934), se llevaron pingüinos al estudio para su estudio, como atestiguan artículos publicados en las revistas The New York Times y Woman's Home Companion. Pero este aprendizaje y esta investigación tienen sus límites, como nos recuerda Art Babbitt (citado por John Grant) en relación con el cortometraje The Country Cousin (1936):

«Acababa de terminar [de animar a Goofy en] Moving Day y me estaba encargando de Country Cousin, en la que hay un ratón borracho. Walt Disney vino a la oficina y me dijo:
— Ahora me gustaría que le dieras el mismo tipo de tratamiento (personificación) que le diste a Goofy en Mickey Mouse's Move.
No había ninguna relación entre los dos, pero era típico de su deseo de estimularte para el próximo proyecto. Así que le dije:
— Bueno, Walt, voy a necesitar un fondo de investigación.
— ¿Qué quieres, un fondo de investigación? ¡El servicio de atención al cliente ya se está quejando de los costes!
— Bueno, si voy a ser un ratón borracho, necesito saber qué se siente al tener alcohol dentro".
Uno de los ojos marrones de Walt miró al suelo mientras el otro miraba al cielo, me miró a mí y estoy seguro de que no supo qué pensar durante un buen rato».

#### Cómics, secuelas y derivados
Mientras que la serie de Mickey Mouse se adaptó en cómics ya en 1930, por no hablar de los productos derivados, la serie de las Silly Symphonies no se adaptó hasta 1932, inicialmente en forma de cómic. Pero no se trataba de productos puramente derivados. La tira cómica, que apareció bajo el título Silly Symphonies a partir del 10 de enero de 1932, presentaba un nuevo personaje, Bucky Bug, pero la mariquita nunca apareció en dibujos animados.
Las historias de los cortometrajes no se adaptaron hasta más tarde en cómics. Se publicaban como historietas los domingos:
- Birds of a Feather de marzo de 1934[47]
- Los tres cerditos publicado en mayo de 1934[48]
- Peculiar Penguins publicada antes del estreno de la película, entre el 1 de junio y el 9 de septiembre de 1934[49]
- The Wise Little Hen protagonizada por el Pato Donald[50]

En 1933, Los tres cerditos fue un gran éxito, y la canción se convirtió incluso en un himno contra la Gran Depresión que afectaba al pueblo estadounidense. El éxito de la película se reflejó inicialmente en el deseo de Disney de producir más cortometrajes protagonizados por cerdos, que muchos autores recuerdan con la anécdota de un telegrama enviado a Walt con sólo dos palabras: «More Pigs!». Walt autorizó la producción de tres secuelas: The Big Bad Wolf (1934), Three Little Wolves (1936) y The Practical Pig (1939). También se publican productos derivados, como grabaciones y libros. También aparecieron muñecas y otros productos derivados, como los de los Tres Cerditos y Elmer Elephant.

#### Otras tecnologías de animación

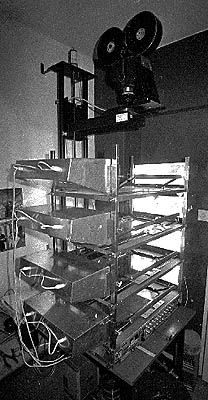
Una cámara multiplano.

Además de su interés artístico, la serie sirvió de auténtico laboratorio para los animadores de los Estudios Disney. A partir de mediados de la década de 1930, la serie sirvió para perfeccionar diversas técnicas de animación (como la cámara multiplano) y probarlas antes de reutilizarlas en largometrajes.
Otra novedad es un color negro transparente diseñado para crear sombras, conocido como pintura de sombras. La necesidad de crear este cuadro se percibe fácilmente en el cortometraje Father Noah's Ark (1933). En esta película, la sombra se hizo en negro puro, pero la representación no fue satisfactoria para el estudio. La pintura Umbra no es una pintura real, sino de hecho una técnica visual. Se descubrió durante las sesiones de fotografía en celuloide del cortometraje Music Land (1935).
Fue durante la escena del príncipe saxofonista encerrado en una prisión de metrónomos cuando se descubrió el efecto. El principio consiste en fotografiar las sombras por separado en exposición parcial, y luego con la misma tira volver a fotografiar el resto de la escena pero sin las sombras. Los tonos de las sombras son entonces mucho más naturales. En Jazz Band versus Symphony Land, antes de entrar en la prisión del metrónomo, el príncipe estaba rodeado de personajes, simples sombras negras pintadas sobre celuloide. Durante el rodaje en la prisión —un lugar oscuro—, el color del príncipe se oscurecía a causa de los personajes de sombra doblemente expuestos. Entonces se hicieron pruebas y se generalizó el principio. Algunas películas, como Moth and the Flame (1938), contienen escenas con exposiciones múltiples.
Otra tecnología, llamada Shadowgraph, se probó en Three Blind Mouseketeers (1936). Consiste en exponer a la luz volúmenes transparentes (gas, líquido, vidrio) para recuperar las sombras de difracción y dibujarlas. El uso de esta técnica en animación aumenta el realismo. Sin embargo, hubo algunas excepciones, como Mickey Mouse Los fantasmas solitarios, de 1937, que marcó el primer uso de la «pintura transparente», un efecto especial utilizado aquí para los fantasmas.

### 1937-1939: el final de la serie oficial
Entre 1936 y 1937, la producción de las Silly Symphonies perdió fuelle y a veces se volvió caótica. Por otra parte, el contrato firmado con la RKO, que entró en vigor en 1937, dio mayor libertad a los estudios. El nuevo contrato de distribución estipula simplemente que Disney debe suministrar 18 cortometrajes, sea cual sea la serie. En cierto modo, fue gracias a esta oportunidad de hacer algo más que Silly Symphonies o Mickey Mouse que aparecieron series como el Pato Donald y luego Pluto y Goofy. Disney autorizó entonces a sus animadores a realizar proyectos a veces aplazados desde 1930. El laboratorio de animación de las Silly Symphonies sigue funcionando. Sin embargo, la producción de Snow White and the Seven Dwarfs y de los demás largometrajes afectó a la producción de la serie de cortometrajes, empezando por las Silly Symphonies.
Por ejemplo, el cortometraje Merbabies es una producción del estudio Harman-Ising para Disney. Es la única Silly Symphony (oficial) de su género, y una de las escasas producciones subcontratadas de los primeros tiempos de los estudios Disney, hecho que se hizo más habitual a partir de los años noventa. La razón es muy sencilla: el estudio Disney aún tenía que producir algunas Silly Symphonies para RKO Pictures, pero la producción de Snow White and the Seven Dwarfs (diciembre de 1937) requería cada vez más animadores. En octubre de 1937, Disney subcontrató la producción de Merbabies a los antiguos animadores del estudio Hugh Harman y Rudolf Ising. A cambio de este contrato financiero para el estudio Harman-Ising, escaso en aquella época, Disney pudo utilizar a los empleados del estudio para reforzar sus equipos en Snow White and the Seven Dwarfs.
Por otra parte, cortometrajes como Moth and the Flame (1938) y Wynken, Blynken and Nod (1938) son en realidad proyectos de los años 30 o 1934-1935 que sufrieron numerosos contratiempos de producción. Este último comenzó a producirse en enero de 1934 y es la Silly Symphony con la producción más larga. La primera, basada en una idea original de Night (1930), comenzó en el verano de 1935. Después tuvo tres directores sucesivos, sin contar los cambios de guion.
Sin embargo, Farmyard Symphony (1938) enorgullece a la serie al presentar nada menos que dieciséis extractos de música clásica, con mucho la mayor cantidad para la serie oficial. Por otra parte, Mother Goose Goes Hollywood (1938) fue la más cara de la serie debido a un intento durante la producción de rodarla en dos bobinas en lugar de una.
El final de la serie coincidió con la desaceleración de la serie Mickey Mouse. Esto se debió principalmente a:
- a la rescisión del contrato con RKO
- a la producción de largometrajes
- en el desarrollo de varias series, como el Pato Donald, Goofy y Pluto.

En cuanto a la versión de 1939 de The Ugly Duckling, el último cortometraje que lleva el título de Silly Symphony, John Grant cita a la revista Pic, que la calificó como la mejor Silly Symphony de Disney. Añade que la comparación con la versión de 1931 puede ser un epítome de la serie. Ambas tratan el mismo tema, pero esta última es el resultado de las innovaciones y el rigor aplicados a lo largo de la serie, y merece su Oscar". Sin embargo, señala que el estilo Disney ha sido objeto de muchas críticas, la principal de las cuales es la degradación de los cuentos tradicionales, ya que los niños están más familiarizados con la versión Disney que con la original. A esto responde que «Disney al menos ha mantenido vivos cuentos que podrían haber desaparecido sin Disney».

### Después de 1940: la tradición del cortometraje de calidad
Sin embargo, la producción de cortometrajes, a menudo de gran calidad y no vinculados a la serie, continuó tras el final de la serie Silly Symphony. Al mismo tiempo, las producciones de Disney también cambiaban. Además de este parón, la serie Mickey Mouse se ralentizó por falta de posibilidades argumentales, y Walt quiso que los animadores se redistribuyeran en equipos separados especializados en personajes concretos. Además de ser más económica económicamente, esta distribución también significaba que cada personaje era de mejor calidad: Donald fue a parar a Jack Hannah y Jack King, Pluto a Norman Ferguson y Nick Nichols, Mickey a Bill Roberts y Riley Thompson y Jack Kinney se encargó de Goofy.
La primera película no vinculada a ninguna serie de Disney fue The Hot Chocolate Soldiers (1934). Se parece a las Silly Symphonies en su atmósfera, pero nunca se estrenó más que como secuencia en Hollywood Party de Roy Rowland (MGM, 1934). Fue sobre todo a partir de 1938 cuando Disney produjo cortometrajes que dejaron de llamarse Silly Symphonies. Dave Smith, en su enciclopedia Disney, clasifica estas películas como cortos especiales.
Pero una serie de cortos «especiales» realizados antes de 1948 se agruparon en los largometrajes Música maestro (10 cortos, 1946) y Melody Time (7 cortos, 1948). Éstos no se consideran Silly Symphonies no oficiales, aunque algunos de ellos tuvieron secuelas en esta serie, como Casey Bats Again (1954), secuela de Casey at the Bat (1946).
| Música maestro | Melody Time |
| --- | --- |
| - The Martins and the Coys - Blue Bayou - All the Cats Join In - Casey at the Bat dirigida por Jack Kinney - Peter and the Wolf dirigida por Clyde Geronimi - After You've Gone - Johnnie Fedora and Alice Bluebonnet - Willie the Operatic Whale ou The Whale Who Wanted to Sing at the Met' | - Once Upon a Wintertime - Bumble Boogie - Johnny Appleseed - Little Toot - Trees - Blame It on the Samba - Pecos Bill |

La calidad de la producción y la innovación siguen siendo una constante en estos dibujos animados. Así, la miniserie Adventures in Music (1953), compuesta por Melody y Toot, Whistle, Plunk and Boom, ofrece varias novedades. Melody es el primer cortometraje de Disney en 3D. Toot, Whistle, Plunk and Boom es el primer cortometraje rodado en Cinemascope, así como la primera de Disney en utilizar una «animación limitada», con personajes estilizados y poco realistas. Sin embargo, esta técnica ya era popular en otros estudios desde hacía uno o dos años, y algunos consideraron que Disney no estaba innovando; pero como respuesta cabe señalar que Toot, Whistle, Plunk and Boom ganó el Óscar al mejor cortometraje de animación en 1953. Al año siguiente, el cortometraje Pigs Is Pigs (1954) retoma la técnica de animación limitada, conocida como UPA por haber sido popularizada por el estudio United Productions of America. Pero es el único que se considera que ha utilizado esta técnica que, aunque económica, se aleja del estándar de Disney. Las demás producciones de Disney no retomarán este estilo. A lo largo de la serie, el estudio continúa probando técnicas, como la animación fotograma a fotograma en Noah's Ark' (1959).

## Filmografía

### Serie oficial

#### 1929
- The Skeleton Dance dirigida por Ub Iwerks y estrenada el 29 de agosto de 1929.
- El Terrible Toreador dirigida por Walt Disney y estrenada el 26 de septiembre de 1929
- Springtime dirigida por Ub Iwerks y estrenada el 24 de octubre de 1929
- Hells's Bells dirigida por Ub Iwerks y estrenada el 21 de noviembre de 1929
- The Merry Dwarfs dirigida por Walt Disney y estrenada el 19 de diciembre de 1929.

#### 1930
- Summer dirigida por Ub Iwerks y estrenada el 6 de enero de 1930
- Autumn dirigida por Ub Iwerks y estrenada el 13 de febrero de 1930.
- Cannibal Capers dirigida por Burton Gillett y estrenada el 13 de marzo de 1930
- Frolicking Fish dirigida por Burton Gillett y estrenada el 8 de mayo de 1930
- Arctic Antics dirigida por Ub Iwerks y estrenada el 5 de junio de 1930
- Midnight in a Toy Shop dirigida por Wilfred Jackson y estrenada el 3 de julio de 1930
- Night dirigida por Walt Disney y estrenada el 31 de julio de 1930
- Monkey Melodies dirigida por Burton Gillett y estrenada el 10 de agosto de 1930
- Winter dirigida por Burton Gillett y estrenada el 5 de noviembre de 1930
- Playful Pan dirigida por Burton Gillett y estrenada el 28 de diciembre de 1930

#### 1931
- Birds of a Feather dirigida por Burton Gillett y estrenada el 10 de febrero de 1931
- Mother Goose Melodies dirigida por Burton Gillett y estrenada el 17 de abril de 1931
- The China Plate dirigida por Wilfred Jackson y estrenada el 25 de mayo de 1931
- The Busy Beavers dirigida por Burton Gillett y estrenada el 22 de junio de 1931
- The Cat's Nightmare dirigida por Wilfred Jackson y estrenada el 28 de julio de 1931
- Egyptian Melodies dirigida por Wilfred Jackson y estrenada el 21 de agosto de 1931
- The Clock Store dirigida por Wilfred Jackson y estrenada el30 de septiembre de 1931
- The Spider and the Fly dirigida por Wildred Jackson y estrenada el 16 de octubre de 1931
- The Fox Hunt dirigida por Wilfred Jackson y estrenada el 20 de noviembre de 1931
- The Ugly Duckling dirigida por Wildred Jackson y estrenada el 16 de diciembre de 1931

#### 1932
- The Bird Store, dirigida por Wildred Jackson y estrenada el 16 de enero de 1932
- The Bears and the Bees, dirigida por Wilfred Jackson y estrenada el 9 de julio de 1932.
- Just dogs, dirigida por Burton Gillett y estrenada el 30 de julio de 1932.
- Árboles y flores, dirigida por Burton Gillett y estrenada el 30 de julio de 1932.
- King Neptune, dirigida por Burton Gillett y estrenada el 10 de septiembre de 1932.
- Bugs in Love, dirigida por Burton Gillett y estrenada el 1 de octubre de 1932.
- Babes in the Woods, dirigida por Burton Gillett y estrenada el 19 de noviembre de 1932.
- Santa's Workshop, dirigido por Wilfred Jackson y estrenado el 10 de diciembre de 1932.

#### 1933
- Birds in the Spring, dirigida por David Hand y estrenada el 11 de marzo de 1933.
- Father Noah's Ark, dirigida por Wilfred Jackson y estrenada el 8 de abril de 1933.
- Los tres cerditos, dirigida por Burton Gillett y estrenada el 27 de mayo de 1933.
- Old King Cole, directed by David Dodd Hand and released on July 29, 1933.
- Lullaby Land, directed by Wilfred Jackson and released on August 19, 1933.
- The Pied Piper, directed by Wilfred Jackson and released on September 16, 1933.
- The Night Before Christmas, directed by Wilfred Jackson and released on December 9, 1933.

#### 1934
- The China Shop, dirigida por Wilfred Jackson y estrenada el 13 de enero de 1934.
- Grasshopper and the Ants, dirigida por Wilfred Jackson y estrenada el 10 de febrero de 1934.
- Funny Little Bunnies, dirigida por Wilfred Jackson y estrenada el 24 de marzo de 1934.
- The Big Bad Wolf, dirigida por Burton Gillett y estrenada el 14 de abril de 1934.
- The Wise Little Hen, dirigida por Wilfred Jackson y estrenada el 9 de junio de 1934.
- The Flying Mouse, dirigida por David Dodd Hand y estrenada el 14 de julio de 1934.
- Peculiar Penguins, dirigida por Wilfred Jackson y estrenada el 1 de septiembre de 1934.
- The Goddess of Spring, dirigida por Wilfred Jackson y estrenada el 3 de noviembre de 1934.

#### 1935
- The Tortoise and the Hare, dirigida por Wilfred Jackson y estrenada el 5 de enero de 1935.
- The Golden Touch, dirigida por Walt Disney y estrenada el 22 de marzo de 1935.
- he Robber Kitten, dirigida por David Hand y estrenada el 13 de abril de 1935.
- Water Babies, dirigida por Wilfred Jackson y estrenada el 11 de mayo de 1935.
- The Cookie Carnival, dirigida por Ben Sharpsteen y estrenada el 25 de mayo de 1935.
- Who Killed Cock Robin?, dirigida por David Dodd Hand y estrenada el 26 de junio de 1935.
- Music Land, dirigida por Wilfred Jackson y estrenada el 5 de octubre de 1935.
- Three Orphan Kittens, dirigida por David Dodd Hand y estrenada el 26 de octubre de 1935.
- Cock o' the Walk, dirigida por Ben Sharpsteen y estrenada el 30 de noviembre de 1935.
- Broken Toys, dirigida por Ben Sharpsteen y estrenada el 14 de diciembre de 1935.